# Landskrona
Landskrona (tidligere dansk Landskrone, oprindeligt Landscrone) er en by i Skåne i det sydlige Sverige.
Landskrona har 33.859 (2023) indbyggere (42.560 indbyggere i kommunen) og er den femtestørste by i Skåne. Den er hovedby i Landskrona kommun i Skåne län.

## Navn og etymologi
Byens navn betyder "landets krone" og er dannet med forbillede i det i middelalderen udbredte tyske slotsnavn Landescrone.

## Historie
Byen blev anlagt ved et lille fiskerleje, Sønder Sæby, ved Øresund. Den blev grundlagt på et tidspunkt før 1405 af kong Erik af Pommern, unionskonge i Kalmarunionen, ifølge et diplom i Rigsarkivet dateret år 1405, hvor stednavnet "Landzcrone" forekommer. I 1549 anlagde Christian 3. Landskronas citadel, der har et af Europas bedst bevarede voldanlæg. Lige nord for byen findes stadig en lille landsby og kirke med navnet Säby som man tror var Nørre Sæby i begyndelsen af 1400-tallet.
Ved freden i Roskilde i 1658 mistede Danmark Landskrone, sammen med resten af Skåne, til Sverige.
Med den stærke fæstning blev Landskrona et af de vigtigste støttepunkter for den danske hær, da Christian 5. i 1675 indledte den Skånske krig i et forsøg på at tilbageerobre de gamle danske landområder. Den 3. august 1676 kapitulerede den svenske kommandant Hieronymus Lindeberg, efter en forudgående belejring,  til en dansk hærafdeling, hvorefter de skånske friskytter (af svenskerne benævnt snaphanerne) benyttede Landskrone Slot som kommandocentral indtil freden i 1679. Kommandant Lindeberg blev henrettet på ordre af den svenske konge allerede i december 1677.
I 1754 blev Johannes Døberens kirke, en af de største kirker i Norden, nedrevet af militære grunde. Begrundelsen var, at man kunne se ind i fæstningen fra kirkens tårn. Om sommeren afholdes der friluftgudstjenester i ruinerne.
I slutningen af 1700-tallet blev den nye Sofia Albertina kirke indviet, som er en af de få kirker i Sverige, der har tvillingtårne uden at være domkirke.
I Adolf Fredriks kaserne fra 1760'erne er Landskrona Museum indrettet. Museet har flere permanente udstillinger og samlinger, der giver et godt indtryk af Landskronas og citadellets historie.
Flyvepioneren Enoch Thulin kom fra Landskrona og styrtede ned lidt sydøst for byen under en opvisning i 1921. Et af hans fly er udstillet på Landskrona Museum.

## Transport
Der er togforbindelse til Helsingborg og via Lund til Malmø med pågatåg og øresundstog, og til København H med øresundstog. I 2001 blev den ny linjeføring af Västkustbanan ført forbi byen. Den gamle jernbanestation var en endestation, som lå i centrum. Den nye station ligger i byens østlige udkant, hvorfra en trolleybuslinje fører til centrum og havnen. Den usædvanlige løsning blev indviet i 2003 og er Sveriges eneste eksisterende trolleybuslinje. Der er færge til øen Hven. Landskrona havde i mange år bilfærge til København (Tuborg Havn).

## Øvrigt
- Landskrona er den nærmeste naboby (købstad) til København. Der er 25 km fra Rådhustorget i Landskrona til Amalienborg i København.
- Byens fodboldklub Landskrona BoIS spillede gennem 34 år i Allsvenskan, den højeste svenske fodboldliga.
- Landskronas stadion (Landskrona IP) har 3.500 siddepladser under tag og 7.500 ståpladser.
- Landskrona har en 36-huls golfbane.
- I både Glumslöv (7-8 km nord for byen) og i Häljarp (lige sydøst for byen) findes 18-huls golfbaner, og på Hven en 9-hulsbane.
- I efteråret 2012 indviedes DSV's logistikcenter for Central- og Vesteuropa tæt på Landskrona station ved motorvej E6. Byggeriet er med sine mere end 100.000 m² et af de største i Skåne og Nordeuropas største logistikcenter.[6]